# Pfarrhaus (Seehausen am Staffelsee)

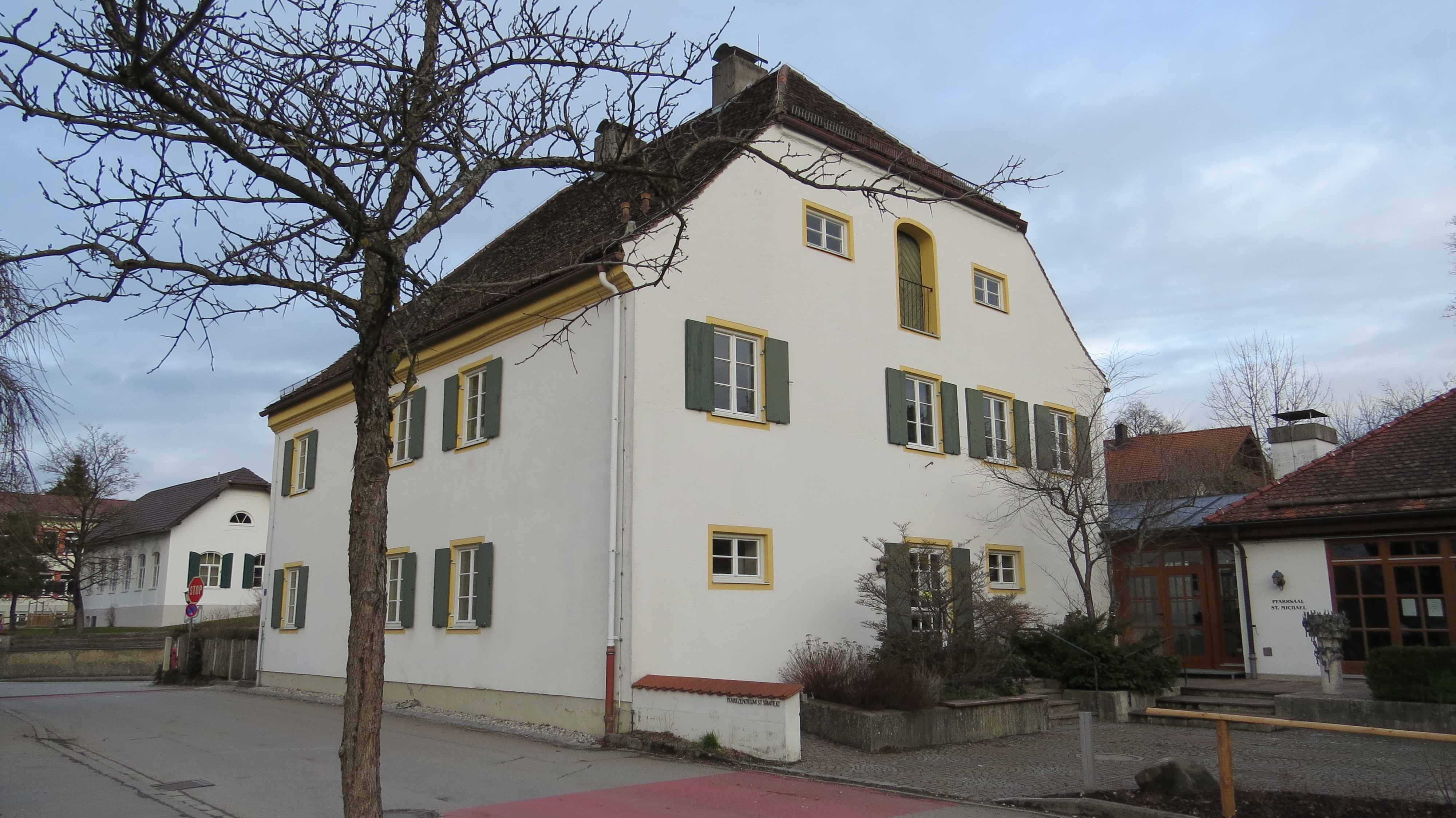
Pfarrhaus Seehausen

Das Pfarrhaus in Seehausen am Staffelsee im Landkreis Garmisch-Partenkirchen im bayerischen Regierungsbezirk Oberbayern, ist im Kern ein Bau von 1776, sonst Mitte 19. Jahrhundert. Der zweigeschossige Halbwalmdachbau mit profiliertem Traufgesims und Giebeltür steht unter Denkmalschutz. Es wurde von der Gemeinde Seehausen als Erbbauberechtigte übernommen.

## Staffelseemuseum
Im Obergeschoss des Pfarrhauses befindet sich das im Januar 2018 eröffnete Staffelseemuseum. Die Ausstellungsräume wurden mit Förderung aus öffentlichen Mitteln, unter anderem aus dem LEADER-Programm, und mit Unterstützung privater Sponsoren geschaffen. Das multimedial ausgestattete Museum beschäftigt sich mit der Geschichte und den Traditionen rund um den Staffelsee. Es wird getragen von dem ehrenamtlich geführten Heimat- und Museumsverein Seehausen am Staffelsee e. V.
Im Geschichtsraum ist die Insel Wörth als Modell mit ihren Funden seit der Bronzezeit zu sehen. In der Schreibstube der mittelalterlichen Klosterkirche wurde möglicherweise das Wessobrunner Gebet niedergeschrieben. Ein Reliefstein der alten Kirche erinnert daran, dass das Gotteshaus für die Umgebung bis Ende des 18. Jahrhunderts auf der Insel lag.
Der Hinterglasmalerei ist ein Raum in Erinnerung an die Seehauser Familien Gege und Noder gewidmet, die über 100 Jahre künstlerisch tätig waren und deren Werke sogar bis nach St. Petersburg verkauft wurden.
Ein weiterer Raum geht auf die Bedeutung des Staffelsees für die Region ein – von der Entstehung über Flora und Fauna bis zur Nutzung für die Fischerei und deren Geschichte. Religionshistorische Tradition hat die überregional bedeutende Fronleichnamsprozession auf dem See.
Im Museum finden wechselnde Sonderausstellungen statt, unter anderem über in der Region tätige Künstler.